# 長箭葉蓼
長箭葉蓼（学名：Polygonum hastatosagittatum），也称戟叶箭蓼，为蓼科蓼屬下的一个种。

## 扩展阅读
- 長箭葉蓼的图片[]